# Lloyd Mumba
Lloyd Mumba (* 5. Mai 1983; † 27. Februar 2008 in Lusaka) war ein sambischer Fußballspieler. Der Nationalspieler spielte zwei Jahre für den SSV Ulm 1846 in Deutschland.

## Laufbahn
Mumba begann seine Karriere bei den Lusaka Dynamos in seinem Heimatland. 2001 wechselte er nach Deutschland zum SSV Ulm 1846 in die Verbandsliga Württemberg. Mit dem Klub schaffte er als Vizemeister der Liga nach zwei Siegen in den Relegationsspielen gegen den SV Linx den Aufstieg in die Oberliga Baden-Württemberg. Dabei kam er im zweiten Aufstiegsspiel als Einwechselspieler zum Einsatz. Nach einem Jahr in der deutschen Viertklassigkeit verließ er den Klub. Anschließend kehrte er zu den Lusaka Dynamos zurück, ehe er für die südafrikanischen Klubs Manning Rangers und Lamontville Golden Arrows auflief. Angeblich spielte er zudem für den FC Brüssel. Sein letzter Verein war der ungarische Zweitligist Lombard-Pápa Termál FC.
Mumba spielte für die sambische Nationalmannschaft. Sein letztes Länderspiel bestritt er im September 2006, er galt aber laut Patrick Phiri als Kandidat für den Kader bei der Afrikameisterschaft 2008.
Im Februar 2008 erlag Mumba, der sich seit Dezember 2007 in Sambia aufgehalten hatte, einer Malariaerkrankung.